# Patrice Martinet
 (septembre 2010).
Patrice Martinet, né en 1948, est un directeur de théâtre et de festival français.

## Biographie
Professeur de lettres en France et aux États-Unis entre 1968 et 1975, il rejoint ensuite le ministère des Affaires étrangères pour enseigner la littérature française à l’université de Cluj (Roumanie), puis de Groningue aux Pays-Bas, où il dirige simultanément le Centre culturel français (1979-1983). De 1983 à 1990, il est directeur du Centre culturel français de Milan où il invite Pierre Boulez, Iannis Xenakis, Peter Brook, Olivier Messiaen, Léo Ferré, Patrice Chéreau… Il est également le premier à faire venir des artistes tels qu’Antoine Vitez, Jean-Claude Gallotta, Régine Chopinot ou Bartabas… 
En 1990, après une semaine d’hommage à Pierre Boulez, il fonde, aux côtés du critique Duilio Courir (it) et de Luciana Abbado Pestalozza, le festival de musique contemporaine Milano Musica. Cette même année, il organise et assure, avec la collaboration de Georges Banu, la direction artistique du Printemps de la Liberté en Roumanie, première manifestation de théâtre d’envergure internationale à se dérouler dans le pays après la révolution de 1989. Toujours à Milan, à l’automne 1990, il prend la direction Centro di Ricerca per il teatro.

## Fondation et direction duFestival Paris quartier d'été
En 1990, chargé par le ministre de la Culture et de la Communication, Jack Lang, de créer une manifestation pour pallier la pauvreté de l’offre culturelle à Paris en juillet et en août, Patrice Martinet fonde le Festival Paris quartier d'été, manifestation transdisciplinaire et internationale, qui associe le centre de la capitale et sa périphérie, lieux connus et lieux à découvrir, spectacles gratuits et spectacles payants. Nuits tziganes ou africaines à l’Opéra Garnier, concerts-promenades classiques à vocation populaire, cinéma en plein air, concerts gratuits de musique du monde dans les parcs et jardins de Paris (plus de 80 pays invités en vingt ans de festival), petites compagnies théâtrales investissant des lieux insolites, installations, parcours, performances, jeunes artistes de cirque, danse contemporaine aux Tuileries ou dans la cour d’Orléans du Palais-Royal…  
Il quitte son poste de directeur du festival en 2017,. 

## Direction duThéâtre de l'AthénéeLouis-Jouvet
Nommé directeur du Théâtre de l’Athénée Louis-Jouvet en 1993, Patrice Martinet recentre la programmation sur les grands textes dramatiques du XXe siècle et y affirme la prééminence du jeu de l’acteur. Il accueille notamment Philippe Caubère, Fabrice Luchini, Valère Novarina, Jean-Marie Villégier, Marcel Bozonnet, Joël Jouanneau, Daniel Mesguich, Jacques Lassalle, Jean-Luc Lagarce, Niels Arestrup, Zabou Breitman, Dominique Valadié, Maurice Bénichou, Pierre Vaneck, Catherine Rich, Édith Scob, Redjep Mitrovtsa, Philippe Clévenot, Serge Merlin…
Le théâtre revendique également une programmation musicale riche et exigeante : concerts (Cycles “Les Aventuriers” de France Musiques, Orchestre Ostinato, Orchestre Philharmonique de Berlin, hommage à Olivier Messiaen, résidence du Quatuor Psophos, de la pianiste Claire-Marie Leguay), et opéras contemporains : Philippe Boesmans, Bohuslav Martinů, Benjamin Britten, Maurice Ravel, Vaughan Williams, Tom Johnson, Philip Glass…
En 1996, alors que l’Athénée fête son centenaire, Patrice Martinet imagine une saison hors les murs, tandis qu’il engage une vaste campagne de restauration du lieu, qui comprend la restauration de la façade principale avec restitution de ses dispositions d'origine et, en particulier, du balcon du premier étage, la réfection totale de la cage de scène, de la salle et de ses décors, ainsi que la réouverture de la fosse d’orchestre.
Le 16 septembre 2008, pour célébrer les vingt-cinq ans de l’Athénée théâtre public, il a organisé une journée du “Patrimoine humain” réunissant pour ses spectateurs tous ceux qui ont “fait” cette période de l’Athénée (artistes, techniciens, administratifs…).
En 2021, il cède le bail de ce théâtre à Olivier Mantei et Olivier Poubelle.

## Collaborations
Patrice Martinet a été conseiller à la Biennale de Venise (1988-1990). 
Il a également fondé et présidé (de 1983 à 1990) l’ARECFE (association des responsables d’établissements culturels français à l’étranger), et l’Association des théâtres à l'italienne (1994-2001), fédérant un réseau de 165 salles et dédiée à la valorisation et à la préservation de lieux de spectacles historiques, chargée de leur recensement, de la diffusion des spectacles, et fournissant des conseils pour la rénovation.
En 2006, il est chargé de concevoir la première programmation artistique de la Cité nationale de l’histoire de l’immigration.
Il a fait partie, en 2008, des six personnalités nommées par le ministère de la Culture et de la Communication pour l’attribution de la Capitale européenne de la culture 2013, qui a désigné la ville de Marseille. 

## Sources externes
- Who’s Who p. 1476.
- Le Nouvel Observateur, 13 juillet 2005
- site du festival Milano Musica
- Lancement officiel du chantier de la Cité nationale de l’histoire de l’immigration, 2 octobre 2006
- Jury pour l’attribution des capitales européennes de la culture, Le Hub, fonds documentaire
- communiqué officiel, ministère de la Culture
- Visite du bureau de Patrice Martinet à l’Athénée Louis-Jouvet sur le site de l’Express
- Portrait sur le site qobuz

« Si l'on voulait écrire l'histoire du théâtre », Athénée Théâtre Louis-Jouvet 1982-2007, ouvrage collectif. Préfaces de Pierre Bergé, Jack Lang, Christine Albanel. Adam Biro éditeur, 2007,  (ISBN 9782351190333)